# John Walker (Fußballspieler, 1873)
John „Johnny“ Walker (* 24. August 1873 in Shotts; † 17. Februar 1937 in Louise, Manitoba) war ein schottischer Fußballspieler. Der Halbstürmer und Rechtsaußen errang in den Jahren 1895 und 1897 mit Heart of Midlothian zwei schottische Meisterschaften sowie 1896 den Pokal. Nach dem Gewinn der englischen Meisterschaft mit dem FC Liverpool im Jahr 1901 folgte 1903 nach seiner Rückkehr nach Schottland mit den Glasgow Rangers eine weitere Pokaltrophäe.

## Sportlicher Werdegang
Walker wurde entgegen anfänglicher und zeitgenössischer Quellen im August 1873 – und nicht erst 1874 – im schottischen Shotts geboren und wuchs in der Ortschaft Torphichen auf. In nahegelegenen Armadale erlernte er beim ortsansässigen Verein das Fußballspielen und schloss sich dann im Jahr 1893 dem Erstligisten Heart of Midlothian in Edinburgh an. Dort war er in insgesamt fünf Jahren sehr erfolgreich und gewann in den Jahren 1895 und 1897 zweimal die schottische Meisterschaft. Dazu errang er 1896 den Pokal und als Kapitän der Mannschaft nahm er nach dem 3:1-Finalerfolg gegen den Lokalrivalen Hibernian Edinburgh die Trophäe entgegen. Außerdem war er früh zum schottischen Nationalspieler gereift und traf am 30. März 1895 zweimal bei seinem Debüt gegen Irland (3:1). Im Verlauf seiner Karriere war Walker auf verschiedenen Offensivpositionen einsetzbar, wobei er zunächst als linker (danach rechter) Halbstürmer und später in der Regel als Rechtsaußen auflief.
Ende März 1898 wechselte Walker nach England zum FC Liverpool, wobei es auch den Mannschaftskameraden Tommy Robertson für eine gemeinsame Ablösesumme von 350 Pfund zu den „Reds“ zog – dazu gesellte sich noch James Chapman, der sich dem Trainerstab anschloss. Walker verpasste in seiner ersten vollständigen Spielzeit 1898/99 nur zwei Pflichtspiele, schoss elf Tore und gewann hinter Aston Villa die Vizemeisterschaft. Abseits des Platzes geriet er im November 1898 mit der Polizei in Konflikt, nachdem er gemeinsam mit seinen Kameraden Hugh Morgan und George Allan etwas zu lautstark durch die Straßen gezogen war. In der Spielzeit 1899/1900 begann Walker formstark auf der rechten Halbposition mit sieben Toren in den ersten zehn Spielen. Dass er in den verbliebenen 21 Partien nur noch drei weitere Treffer erzielte, lag primär an dem auf den neuen Mittelstürmer Sam Raybould zugeschnittenen Stil. Als der FC Liverpool in der Saison 1900/01 die erste englische Meisterschaft in seiner Vereinsgeschichte gewann, trug Walker sechs Tore in 29 Partien zum Ligatitel bei. Besondere Aufmerksamkeit erregte er dadurch, dass er im entscheidenden letzten Spiel gegen West Bromwich Albion das Tor zum 1:0 schoss (wobei ein Remis gereicht hätte). Nach einem weiteren Jahr kehrte Walker nach Schottland zurück. Nach dem Gewinn des schottischen Pokals 1903 mit den Glasgow Rangers beendete er im Anschluss an die Saison 1905/06 beim FC Morton seine aktive Profilaufbahn.
Walker wanderte später nach Kanada aus und diente während des Ersten Weltkriegs (gemeinsam mit seinem Bruder Thomas) in den kanadischen Streitkräften. Er lebte lange in Kanada mit seiner Schwester Lilias und starb im Februar 1937 bei einem Arbeitsunfall in Manitoba.

## Titel/Auszeichnungen
- Englischer Fußballmeister (1): 1901
- Schottischer Fußballmeister (2): 1895, 1897
- Schottischer Pokalsieger (2): 1896, 1903